# Bettina Schulz Paulsson

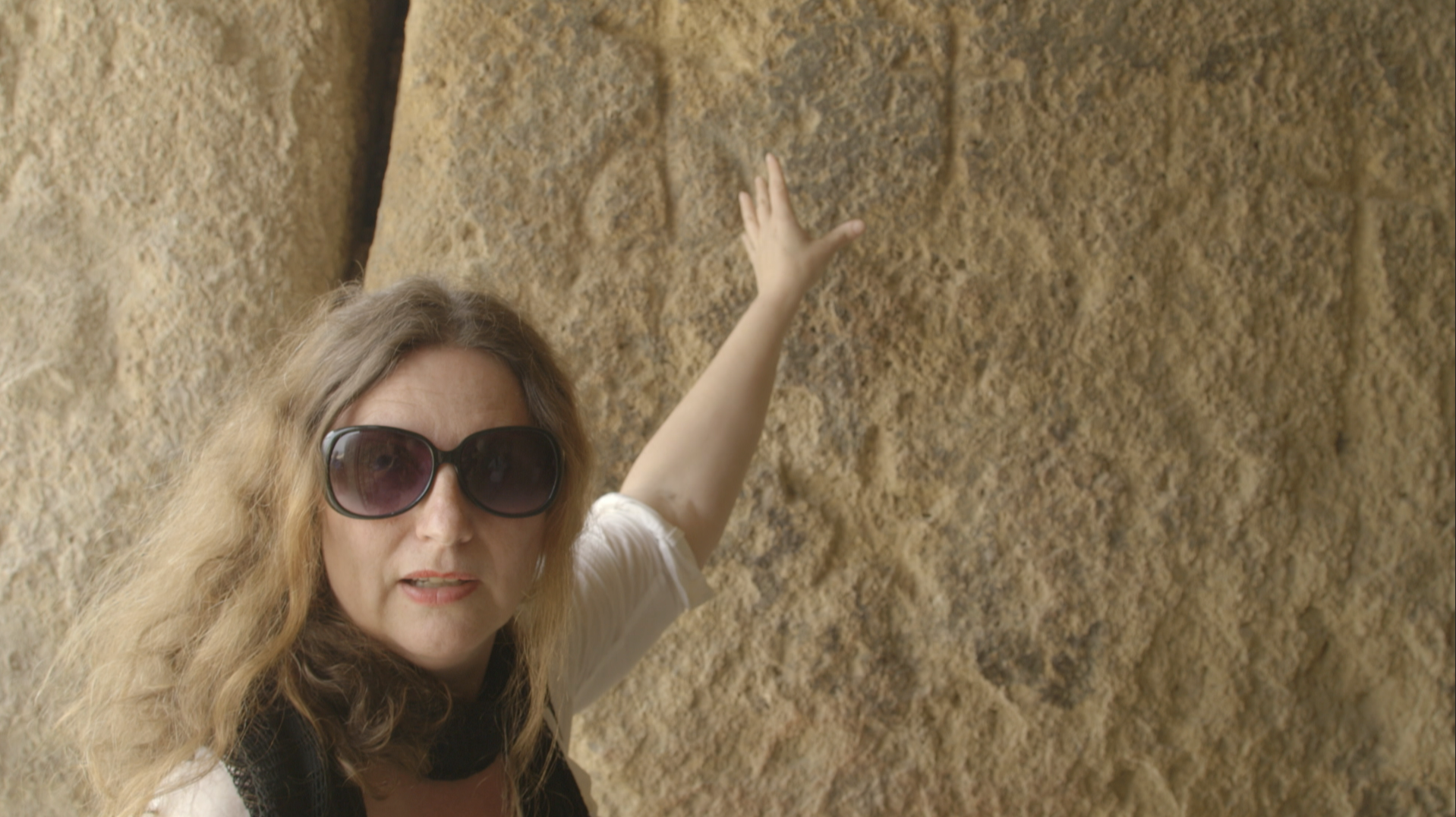
Bettina Schulz Paulsson in Antequera

Bettina Schulz Paulsson ist eine Schweizer prähistorische Archäologin.

## Leben
Bettina Schulz Paulsson begann 1996 ein Studium der Prähistorischen Archäologie und Altamerikanistik/Peruanistik an der Humboldt-Universität zu Berlin und der Freien Universität Berlin. 2005 erlangte sie im Studiengang Prähistorische Archäologie den Master-Abschluss. Während ihres Studiums nahm sie an zahlreichen Grabungen in Deutschland, Kroatien, Peru, Portugal und Schweden teil. 2008 begann sie ein Promotionsstudium an der Graduiertenschule „Human Development in Landscapes“ an der Universität Kiel. 2013 legte sie ihre Dissertation zum Thema Time and Stone: The Emergence and Development of Megaliths and Megalithic Societies in Europe vor. 2015 wurde ihr der Doktor-Titel verliehen. Von 2014 bis 2016 arbeitete sie als Bayesian Modeling & Data Analysis Statistical Consultant für das schwedische Riksantikvarieämbetet in Lund, für KULA/Kulturgeografi in Varberg und das Landesamt für Archäologie in Liechtenstein. 2016 erhielt sie ein Marie Sklodowska-Curie Research Fellowship für ein Forschungsprojekt an der Universität Göteborg; seit 2018 ist sie Associate Professor und Lektorin an der Universität Göteborg. Ihre 2019 in der amerikanischen Fachzeitschrift Proceedings of the National Academy of Sciences (PNAS) publizierten Forschungsergebnisse wurden in der Presse breit rezipiert, unter anderem in Featureartiklen in der New York Times und im Smithsonian Magazine.
Schulz Paulssons Forschungsschwerpunkt ist das europäische Neolithikum. Insbesondere beschäftigt sie sich mit Datierungsmethoden, Megalithbauten, Felsbildern, steinzeitlicher Seefahrt, Walfang, kognitiver Archäologie und Symbolsystemen. Seit 2020 leitet sie ein EU-Projekt zur Steinzeitlichen Seefahrt und der Entstehung und Verbreitung der Megalithik über den Seeweg.
Im Jahr 2020 wurde Schulz Paulsson mit einem Starting Grant des Europäischen Forschungsrats (ERC) für das Projekt NEOSEA (Beginn im November 2020) ausgezeichnet. Das Projekt untersucht frühe maritime Technologien, die Entwicklung der Seefahrt unter mesolithischen Jäger- und Sammlergruppen in der Bretagne sowie transkulturelle maritime Interaktionen entlang der atlantischen Fassade der Megalithkulturen.
Zur Erreichung dieser Ziele wendet Schulz Paulsson eine Vielzahl naturwissenschaftlicher Methoden an. Sie stellt derzeit eine umfassende Sammlung menschlicher Knochenproben aus frühen megalithischen Kontexten in ganz Europa für Radiokohlenstoffdatierungen zusammen. Dabei kommen (1) Analysen von alter DNA (aDNA) sowie Strontium- und Sauerstoffisotopen und (2) die neuartige Gewinnung von Umwelt-DNA (eDNA) aus Sedimenten der frühesten megalithischen Fundstätten in Nordwestfrankreich – wo keine Knochenerhaltung vorliegt – zum Einsatz.
Die Anwendung bayesianischer statistischer Modellierungen auf eDNA-, aDNA- und Strontium-/Sauerstoffanalysen, kombiniert mit einer umfangreichen Datenbank von Radiokarbondaten, ermöglicht erstmals eine detaillierte zeitliche Sequenz zur Entstehung seefahrender megalithischer Gesellschaften und deren Ausbreitung in Europa.
Das Projekt umfasst derzeit zehn Teilprojekte. Schulz Paulsson, die mehrere europäische Sprachen spricht (Französisch, Deutsch, Schwedisch und Englisch), koordiniert internationale Forschungsteams und Feldarbeiten in Frankreich, Italien, Portugal und Schweden.

## Schriften (Auswahl)
Autorin
- Time and Stone: The Emergence and Development of Megaliths and Megalithic Societies in Europe. Archaeopress, Oxford 2017, ISBN 978-1-78491-686-2 (Vorschau).
- Radiocarbon dates and Bayesian modelling support maritime diffusion model for megaliths in Europe, Proceedings of the National Academy of Science of the United States of America PNAS Vol. 116 (9), 2019, 3460–3465. https://doi.org/10.1073/pnas.1813268116.
- Mit C. Isendahl, C. And F. Markurth, Elk heads at Sea: maritime hunters and long distance boat journeys in Late Stone Age Fennoscandia. Oxford Journal of Archaeology. Vol. 38(4), 1–24.
- The Stone Age boats of Atlantic Europe and the adjacent Nordic regions In: I Runesen, V. Cummings, D. Hoffman, The Early Neolithic of Atlantic Europe. 2025, Leiden: Sidestone.

Herausgeberin
- mit Biserka Gajdarska: Neolithic and copper age monuments. Emergence, function and the social construction of the landscape (= BAR International series. Band 2625). Archaeopress, Oxford 2014, ISBN 978-1-4073-1260-6.